# 修道士

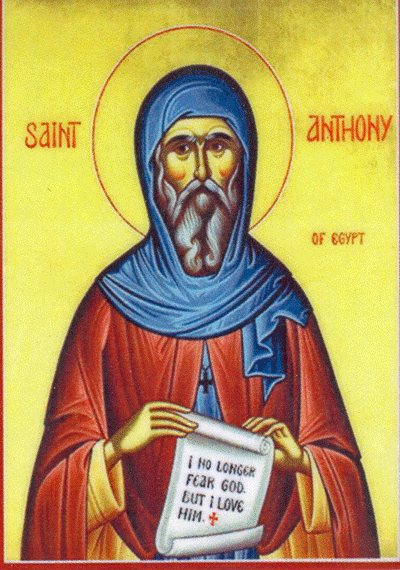
聖大アントニウスのイコン（作者不詳・ギリシャ正教）

修道士（しゅうどうし、英語: Monk, ギリシア語: Μοναχός, ラテン語: Monachus）というキリスト教用語には二つの語義・概念がある。ただし、二つの概念は排他的概念ではなく包含関係にある（「1」の語義が「2」の語義より広義）。
1. 修道誓願を立て禁欲的な信仰生活をする人、ことに男性のこと。女性の場合は「修道女」（しゅうどうじょ、英語: Nun, ギリシア語: Καλόγρια, ラテン語: Monialis）という。結婚せず終身独身を貫く。多くの場合、修道院内で全生活を送る。西方教会では修道会に所属し、誓願と会の規則に従って生活する。他方、正教会・東方諸教会では、修道会制度を持たない。カトリック教会では修道者（しゅうどうしゃ）ともいい、聖公会では修士（しゅうし）と呼ばれる。
しかし、アッシジのフランチェスコやドミニコなどとその後継者達（托鉢修道会）、また現代ではマザー・テレサのように、日常的に修道院外で活動し、市井で直接的に人々に奉仕を行うことを認められた修道士も存在する。ただし、彼らも生活の単位は集団生活であることに変わりはない。
はたまた、聖アントニウスのように、砂漠などで孤独な生活を送る、隠修士[1]と呼ばれる者もいる。
2. 上述のうち、助祭/輔祭以上の聖職者/神品の叙階/叙聖を受けていない者のこと。英語圏および日本における西方教会では、男性の場合は「ブラザー (英: Brother)」・女性は「シスター (英: Sister)」と呼ばれる。女性は助祭や司祭にならないため、基本的にこの範疇に入る（スールないしソール、仏：Sœur とも）。カトリックでは修道会の中で司祭会員、修道士会員という名称で区別されることがある。

## 歴史

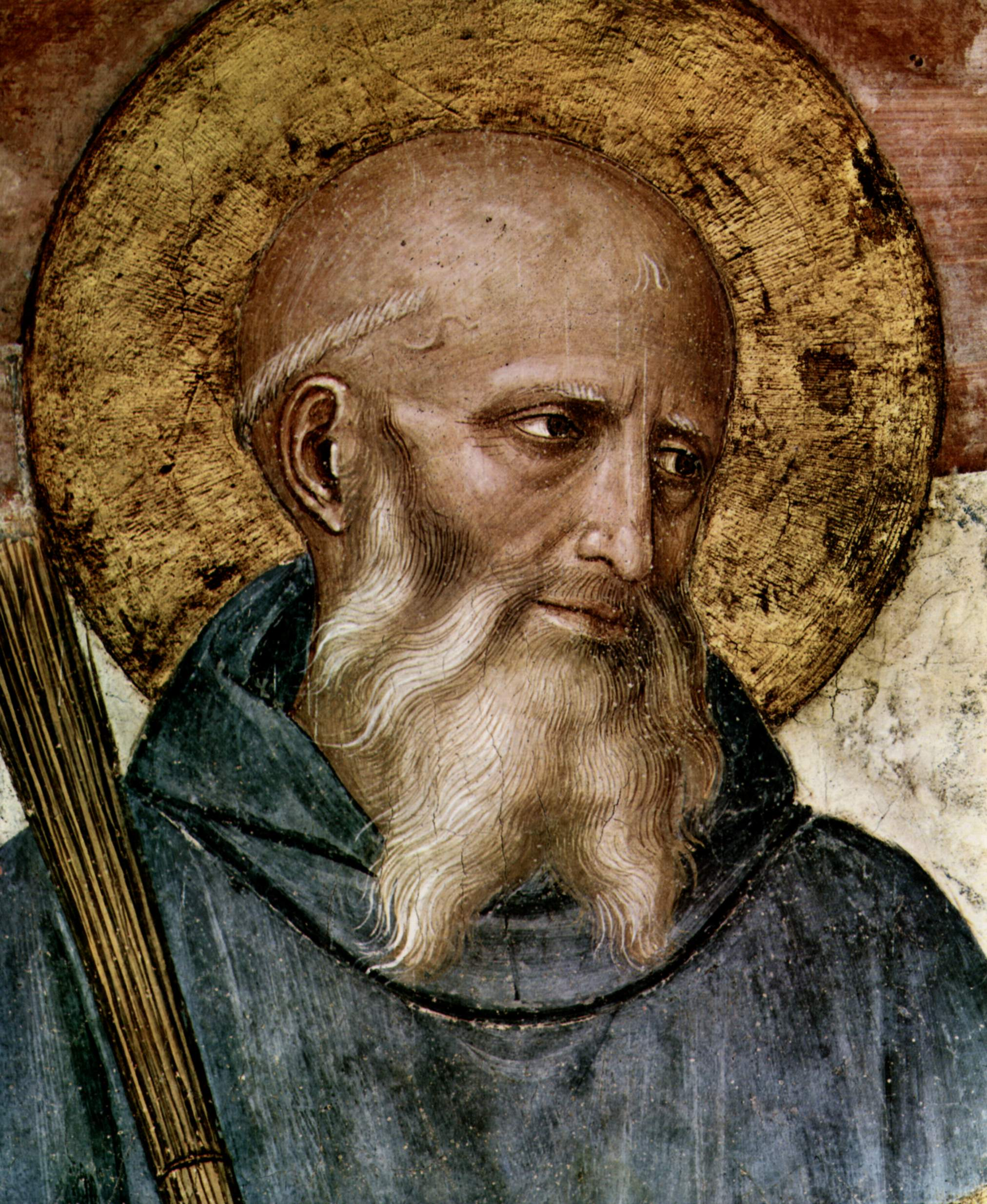
ヌルシアの聖ベネディクトゥス（フラ・アンジェリコ画）

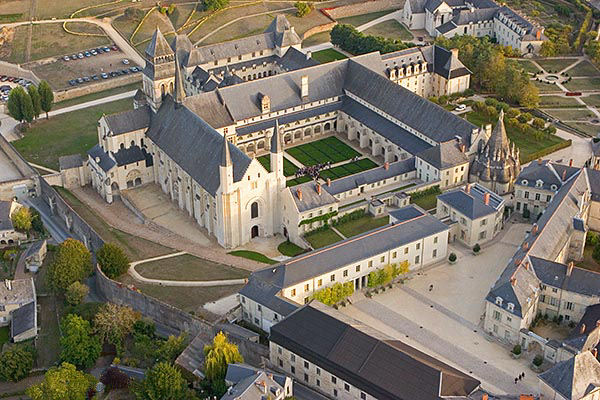
フランス革命時に閉鎖されたフォントヴロー修道院（カトリック教会）

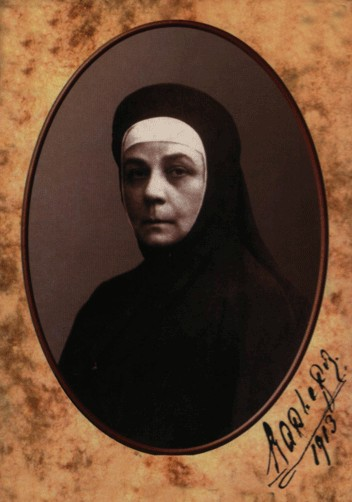
新致命者ワルワラ（ヴァルヴァラ・ヤコヴレヴァ、Varvara Yakovleva）。ロシア革命で致命した正教会の修道女。

修道士は、修道誓願と剪髪（トンスラ）の式を行い、禁欲的な修道生活を送る。西方教会ではさらに修道会に所属し、その規則に従うことが求められる。東方教会でも多く修道院に籍を置き、長老や院長・掌院の指導に従う。
起源は3世紀のエジプトに遡る。当時のエジプトでは熱心な男性キリスト教徒たちが世俗を離れて砂漠で孤独な生活を送る習慣が生まれた。彼らは隠遁者、隠修士などと呼ばれたが、これが修道士の原型となった。聖大アントニウスがしばしばこの生活の創始者であるとされる。個人で生活していた隠遁者たちだが、徐々に信心業を集まって行うようになっていった。その中からさらに信心業だけでなく全生活を共に行うようになるグループが生まれていった。ここから修道院の原型ともいうべきものが生まれた。この生活はローマ帝国の東方に広まっていった。
6世紀に、ヌルシアのベネディクトゥスは東方で行われていた修道生活を西方に持ち込み、モンテ・カッシーノに修道院を開いた。ベネディクトゥスは修道生活の規定を成文化した『聖ベネディクトゥス戒律』を記したことで知られ、修道院長のもとに修道者たちが『戒律』に従って生活するというスタイルは以降の修道生活における規範となった（ベネディクト会という修道会派の先駆け）。ベネディクトゥスに大きな影響を受けていたスコラスチカという女性は、ベネディクトゥスの『戒律』に従って女子修道院を開いている。
また、それ以前の5世紀末には、パトリキウスがアイルランドに伝道し、独自の修道制度を軸としたケルト系キリスト教が生まれ、さらにはコルンバヌスを筆頭とする多くのケルト系修道士がドイツ、オーストリア、スイスなどに続々と伝道して修道院を建てた（w:Hiberno-Scottish mission）。しかし、ケルト系キリスト教が衰えローマ教皇の権力が増大すると、それらの多くはベネディクト会に改組された。
以後、西方の修道生活は修道会によって組織化されていくが、これに対し東方では修道士が修道院に自発的に集って生活するなかで修道がなされるという緩い連帯が維持され、東方教会（正教会・東方諸教会）には今日に至るまで修道会制度は存在しない。
11世紀に東西教会が分裂した後も、修道生活は東方・西方の両教会においてそれぞれの形で保持されていった。西方教会においては、以後の歴史の中でさまざまな修道会が生まれ、消えていった。西欧の中世においては、大修道院の院長は世俗の封建領主や諸侯と同様の権力を持つに至った。
ことに、中世盛期頃まで西方修道会のデファクトスタンダードであったベネディクト会は、「祈れ、働け」（ラテン語: Ora et Labora）をモットーとしており、会士は修道院内で信仰生活だけでなく農業や手工業などの作務を手がけた。このため、会士が糧とするパン作りや、その発酵技術を応用したワイン（ミサには欠かせない）・ビールの醸造、さらに、昔は薬として使われていたスピリッツの蒸溜、ハーブの栽培・製薬やハーブリキュールの製造など、高度な技術を要する産業を、知識人集団として担っていた。しかし、その結果の蓄財と華美化は非難の的ともなり、幾度も修道院改革運動が起こった。
西方においては宗教改革の時代になると、世俗内禁欲が重視されて修道生活に対する批判が強まり、プロテスタントの間ではキリスト教の本来的な姿とは無関係なものと見なされた。プロテスタント運動の盛んな地域では修道院が破壊され、修道生活は見られなくなった。フランス革命とそれに前後する啓蒙専制主義の時代においても、修道院は旧体制の一部と見なされ、多くが破壊または解散された。この弾圧にはしばしば、修道院の財産の政府による没収が伴った。これには、修道院は世俗権力の法権や徴税権が及ばない特権組織で、さらに大修道院はしばしば周囲に領地と世俗領民を持つ封建領主であり、ローマ教皇庁の治外法権地と財源になっていたという政治的・経済的な理由もある。聖公会は教義的な理由でカトリック教会とたもとをわかったわけではなかったので、ごく一部に修道生活が保持されたものの、特権は無くなった上に規模は王権により大幅に縮小され、近代になってから少しずつ復興された。カトリック教会は宗教改革期以降も修道生活に特別な意味を認め、現在に至っている。
宗教改革やフランス革命のような教会に敵対的な市民革命を経験しなかった正教会では、アトス山を始めとして修道生活が近代以降もなお盛んであったが、ロシア革命および第二次世界大戦以後成立した無神論を標榜する東ヨーロッパの共産主義諸国においては、修道院の破壊、修道士・修道女への迫害が行われた。ことにソビエト連邦、アルバニアにおける迫害は激しいものとなり、共産主義時代には両国とも、大半の修道院が閉鎖された。
20世紀末に東欧各地で共産主義政権が崩壊して以降、弾圧されてきた正教会の修道院が復興している。

## カトリック教会の修道者

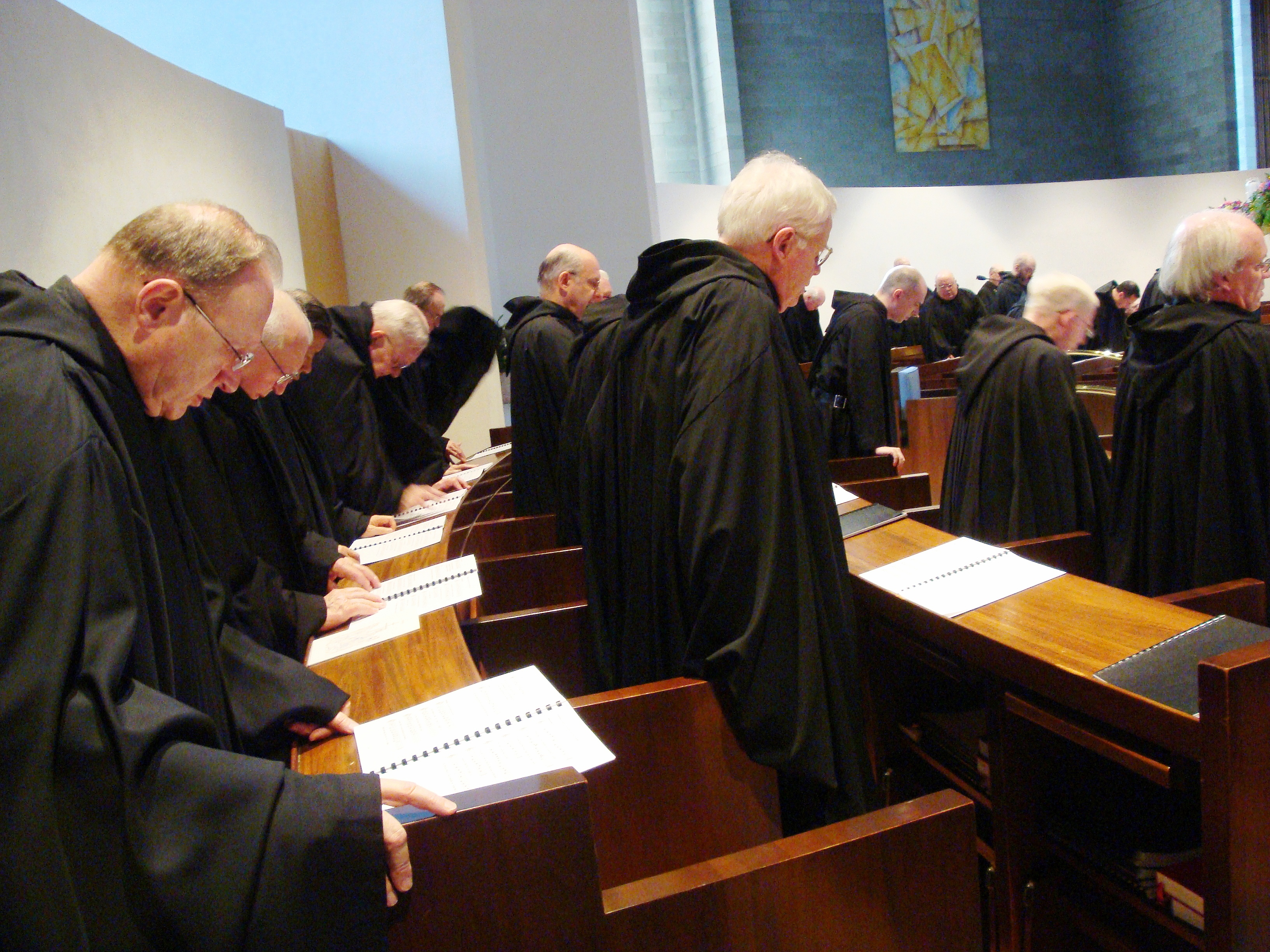
聖土曜日に晩課を歌うベネディクト会の修道士達（アメリカ・ニュージャージー州、2009年4月撮影）

カトリック教会では、修道者になるためには一定のプロセスが求められる。修道会に入ることを希望するものは志願期と呼ばれる試しの期間を持ち、修道院で生活する。そこで適性があると認められると会員になるための研修期間というべき修練期を送る。修練期を終えると初めて誓願をたてることが許され、修道会に完全に受け入れられる。清貧・貞潔・服従の三つの誓いを掲げている。
また、カトリック教会における修道者の身分は信徒使徒職であるが、男性修道者の中で司祭の叙階を受けた者は「修道士会員」と区別して「司祭会員」と呼ばれたり、「教区司祭」と区別して「修道司祭」と呼ばれることがある。
1960年代初期に開催された第2バチカン公会議以前、男子修道会では司祭会員と修道士会員の間には厳然たる区別があった。修道士会員は司祭会員よりも一段低くみられ、門番や炊事、畑仕事や庭仕事などに従事するというのが一般的であったが、現在ではそのような区別はなくなっている。

## 正教会の修道士

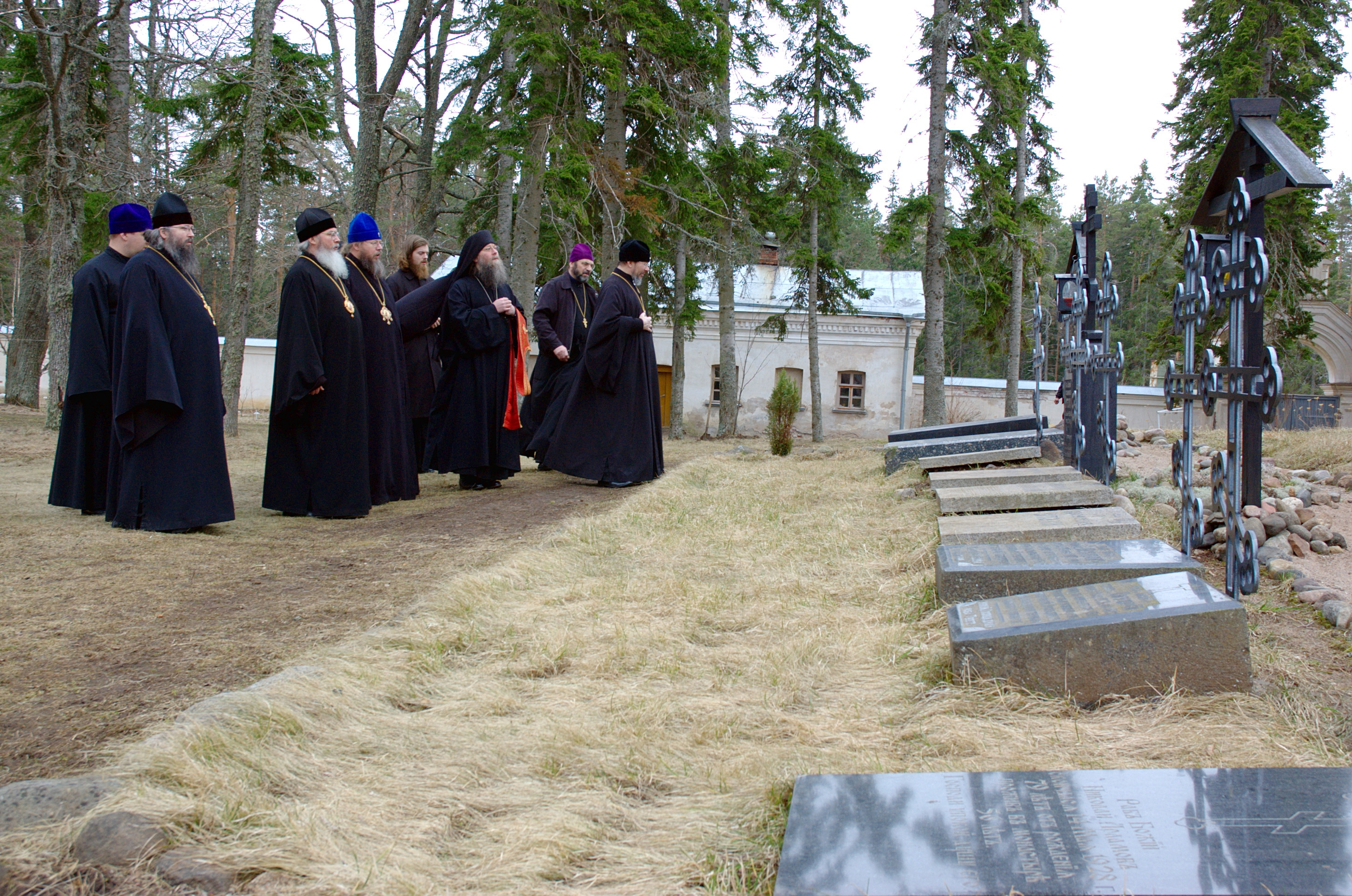
墓場で祈る主教・司祭を含む修道士達（ヴァラーム修道院）。

正教会では、正教徒が修道誓願を立て、剪髪式を経ることで修道士となる。大抵の場合には修道誓願の前に修道見習いの期間が置かれる。
独身者が誓願を立てるのが原則であるが、子どもが成長した後、夫婦が同時にそれぞれ男子修道院・女子修道院に入り修道士・修道女となるケースもある。これは、一般信徒のみならず、妻帯する輔祭・司祭の場合も同様である。
剪髪式において、修道士となる者は修道名を戴き、全ての罪を赦されて罪なる生活と訣別し、ハリストス（キリストのギリシャ語読み）への忠誠を誓い、俗衣を捨てて新たな衣を着用する。
修道は、妻帯せず姻戚にしばられず、さすらい、極貧に生き、断食し、祈りに明け暮れた、ハリストスの生活に倣うことを目的とする。また、修道は心の内奥の生活であり、天の王国に通じる「狭い道」であるハリストス信仰を絶対的に表す生活である。ただし修道士は近しき人々や世界に対する愛を欠くわけではなく、俗世の外にありながら、庵の静寂の中で全世界のために祈る。修道士は積極性や激しい社会活動によって世界を改良するのではなく、世界が内面的に変容するように自分自身を変容させようと努めるのである。

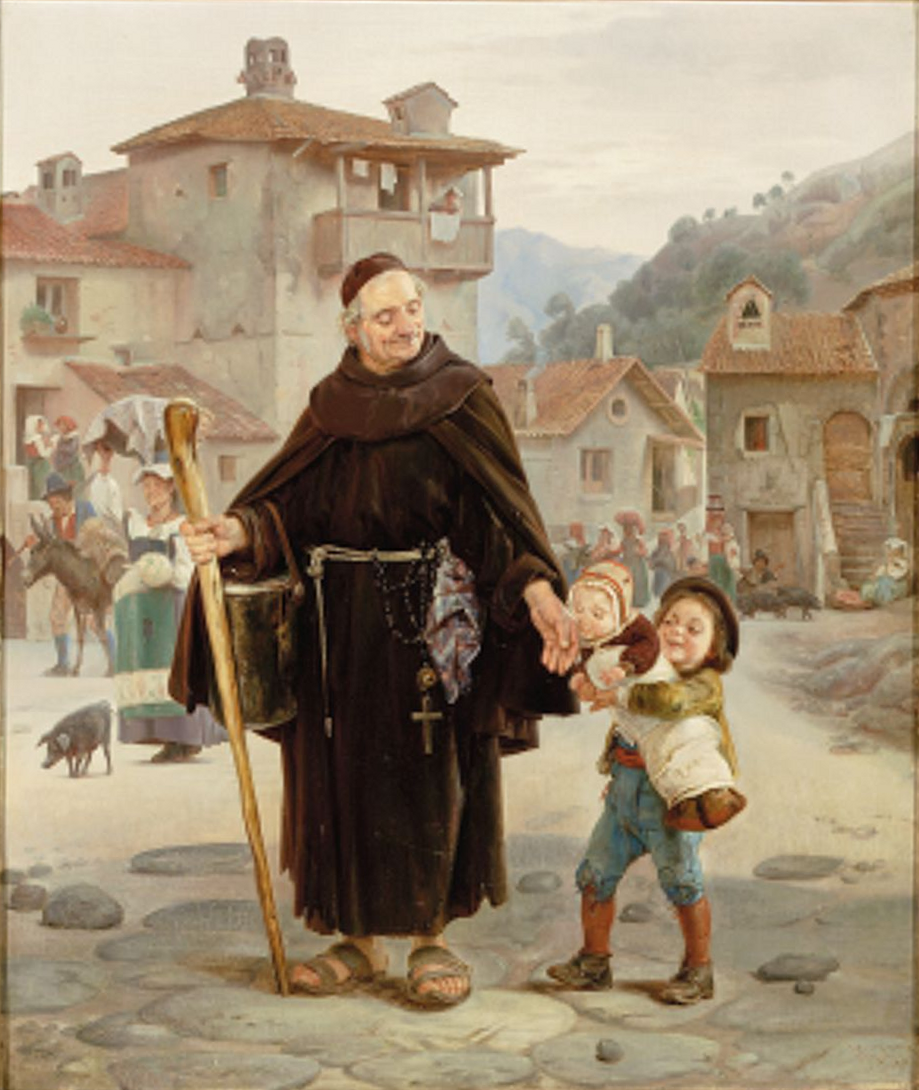
ヴィルヘルム・ローゼンスタンド（原題/デンマーク語題） "Italiensk scene med et svøbelsesbarn, der kysser en munks hånd. " ／スケーエン派のデンマーク人画家の手になる1876年の油彩画。小さな子がおくるみに包まれた赤ちゃんを抱え上げて修道士の手の甲に接吻させている。

### 修道士の叙聖
修道士が輔祭・司祭に叙聖されると、修道輔祭・修道司祭となる。また、配偶者と死別して一定の期間を経た妻帯輔祭・妻帯司祭が剪髪式を受けて修道士となった場合も、同様に修道輔祭・修道司祭となる。修道司祭は典院・掌院に昇叙されることがある。
正教会では司祭・輔祭は妻帯することが出来るが、主教職に叙聖されるには修道士であることが求められる。但し、配偶者と死別してのちに修道司祭となった経歴を持つ者が主教となる例は珍しくない。

## 聖公会の修士
修士（しゅうし）とはキリスト教の教派の一つである聖公会の用語で「修道士」を指し、修道会は「修士会」といわれる。同様に修道女は修女（しゅうじょ）と呼ぶ。日本の修女会は現在ナザレ修女会（東京都）と神愛修女会（和歌山県）の二つのみである。 また過去には日本にも聖ヨハネ修士会、聖使修士会などの修士会があったが、解散して現存しない。